# Geringelde smalbok
De geringelde smalbok (Rutpela maculata; oude namen voor het genus zijn Strangalia en Leptura) is een kever uit de familie boktorren (Cerambycidae).

## Beschrijving
De kever is makkelijk te herkennen aan het langwerpige, naar achteren versmalde achterlijf, en een gele kleur met donkerbruine tot zwarte vlekken. Vaak is er sprake van vier rijen vlekken, die echter naar het achtereind toe steeds meer samensmelten tot banden; de laatste twee rijen zijn dus eerder dwarsstrepen. Deze vlekken zijn echter onregelmatig van patroon, en er is ook een vierbandsmalbok (Leptura quadrifasciata), die soms een overlappend kleurenpatroon heeft, maar meestal geel met zwart gebandeerd is. Beide soorten imiteren wespen om aan belagers te ontkomen, dit wordt ook wel mimicry genoemd.
De kop en het borststuk zijn zwart, en de poten erg sprieterig. De tasters zijn zoals veel andere soorten boktorren ongeveer even lang als het hele lijf en hebben na elk segment een lichtere, vaak gele tot rode kleur. De lengte zonder de lange tasters is ongeveer 25 millimeter.

## Voorkomen en voedsel
Deze kever leeft van mei tot september en eet bloemdelen van voornamelijk schermbloemigen maar ook wel andere soorten planten. Ook de larve is polyfaag en eet vermolmd hout van diverse loofbomen, onder andere van de wilg, de beuk en de populier. De habitat bestaat uit loofbossen en bosranden, buiten bosrijke gebieden wordt deze soort niet vaak aangetroffen.